# 准东—皖南特高压直流输电工程
准东—皖南±1100千伏特高压直流输电工程，简称准东—皖南特高压直流输电工程、准东—皖南工程，2016年1月11日开工，与苏通GIL综合管廊工程于2019年9月底投入运行，工程起于新疆昌吉回族自治州，终于安徽宣城市，途经新疆、甘肃、宁夏、陕西、河南、安徽6省（区），全长3324公里，投资407亿元。

## 评论
- 《人民日报》评论：“准东—皖南、苏通GIL综合管廊工程投运之后，清洁电力将实现更加可靠、高效、灵活地汇入华东特高压交流环网，对于优化能源配置、保障电力供应、防治大气污染、拉动经济增长、引领技术创新等具有显著的综合效益和长远的战略意义。”[1]